# Habitatge a la plaça Carles Perelló, 4 (Tàrrega)
Habitatge a la plaça Carles Perelló, 4 és una obra de Tàrrega (Urgell) inclosa a l'Inventari del Patrimoni Arquitectònic de Catalunya.

## Descripció
Edifici de dues plantes que serveix d'accés a un pati interior a través del qual es puja a l'habitatge. A la façana i queda perfectament clara la divisió entre les dues plantes, així com un bordó que recorre les obertures del primer pis per sobre seu. La façana és parcialment amb carreus de pedra i parcialment arrebossada. Sembla que es va construir pels voltants del 1900.